# Mississippi Masala
Pour plus de détails, voir Fiche technique et Distribution.
Mississippi Masala (titre original) est un film américano-britannique réalisé par Mira Nair, sorti en 1991.

## Synopsis
En 1972, Jay et Kinnu, un couple d'origine indienne installé à Kampala (Ouganda), sont chassés par le régime d'Idi Amin Dada et s'établissent à Greeenwood (Mississippi), avec leur fille en bas âge, Mina. En 1990, cette dernière devenue une jeune femme, tombe amoureuse de Demetrius, un Afro-Américain, ce qui provoque une confrontation avec leurs familles respectives...

## Fiche technique
- Titre original et français : Mississippi Masala
- Réalisation : Mira Nair
- Scénario : Sooni Taraporevala
- Musique : L. Subramaniam
- Directeur de la photographie : Edward Lachman
- Décors : Mitch Epstein
- Costumes : Kelly O'Gurian, Ellen Lutter (Mississippi), Susan Lyall (Ouganda) et Kinnari Panikar (Inde)
- Montage : Roberto Silvi
- Production : Mira Nair, Michael Nozik, Mitch Epstein, Lydia Dean Pilcher (productrice associée) et Cherie Rogers (productrice exécutive)
- Sociétés de production : Black River Productions, Channel Four Films, Cinecom Pictures, Mirabai Films, Movie Works et Studio Canal Souss
- Pays d'origine :  États-Unis,  Royaume-Uni
- Genre : Comédie dramatique - Couleur - 118 minutes
- Dates de sorties :
  - France : 18 septembre 1991
  - Royaume-Uni : 17 janvier 1992
  - États-Unis : 5 février 1992

## Distribution
- Denzel Washington (VF : Jacques Martial) : Demetrius Williams
- Sarita Choudhury : Mina
- Roshan Seth : Jay
- Sharmila Tagore : Kinnu
- Charles S. Dutton : Tyrone Williams
- Joe Seneca : Williben Williams
- Ranjit Chowdhry : Anil
- Joseph Olita : Idi Amin Dada
- Mohan Gokhale : Pontiac
- Mohan Agashe : Kanti Napkin
- Tico Wells : Dexter Williams
- Yvette Hawkins : Tante Rose
- Anjan Srivastava : Jammubhai
- Mira Nair : Première commère
- Rajika Puri : Seconde commère